# Restitutio in integrum
Restitutio in integrum bzw. in integrum restitutio (lateinisch für „Wiedereinsetzung in das Unversehrte“) bezeichnete im gemeinen Recht die gerichtliche Wiederherstellung eines früheren rechtlichen Zustands aus Gründen der Billigkeit.
Zum heutigen staatlichen (Zivil-)Prozessrecht siehe
- Wiederaufnahme des Verfahrens gegen rechtskräftige Entscheidungen (vgl. § 578 ZPO/DE), insbesondere in Form von Restitutionsklage (§ 580 ZPO/DE), Wiederaufnahmsklage (§ 530 ZPO/AT) bzw. Revision (Art. 328 ZPO/CH)
- Wiedereinsetzung in den vorigen Stand bei Fristversäumung (§ 233 ZPO/DE; § 146 ZPO/AT; Wiederherstellung, Art. 148 ZPO/CH).

Zum heutigen kanonischen Prozessrecht siehe
- Wiedereinsetzung in das Verfahren bei rechtskräftigen Urteilen (restitutio in integrum, can. 1645 CIC, can. 1326 CCEO)[3]
- Wiedervorlage/Wiederaufnahme nach zwei gleichlautenden Urteilen in Personenstandsverfahren, die nur der eingeschränkten Rechtskraft fähig sind (nova causae propositio, can. 1644 CIC, can. 1325 CCEO).[4]

Im Rahmen der völkerrechtlichen Verantwortlichkeit gibt es eine materiellrechtliche restitutio in integrum (Wiederherstellung des status quo ante, Naturalrestitution).